# Carl Gustaf Lundgren
Carl Gustaf Lundgren, född 26 december 1779 i Eetikka, Kuopio socken, Finland, död 1854 genom drunkning i Stockholm, var en svensk kopparstickare och kartgravör. 
Han var son till landsgevaldigeren Israel Lundgren och Chatharina Ulrika Blankensten. Lundgren var som kopparstickare och gravör autodidakt. Han var sedan början av 1800-talet verksam i Sverige och arbetade med kartgravyr för Lantmäterikontoret och utförde kopparsticksarbeten på beställning. Bland hans arbeten märks porträtt av Karl XIV Johan som furste av Ponte Corvo utförd i punktgravyr efter Johann Heinrich Rambergs förlaga, Napoleon i kolerat kopparstick, Alexander I av Ryssland i punkygravyr, utsiktsbilder, stadskartor, vignetter, djuravbildningar, genrebilder och exlibris. Flera av hans kopparstick ingår i bokverk utgivna under 1800-talet bland annat J.L. Evalds Konsten att blifva en god flicka från 1811. Lundgren kämpade hårt med ekonomiska problem då kopparsticket mer eller mindre trängdes undan av den nyutvecklade litografi tekniken. Han tog slutligen sitt liv genom att kasta sig i Norrström. Lundgren är representerad vid Nationalmuseum, Kungliga biblioteket, Tekniska museet och Musée Bernadotte i Pau.